# Fazliddin Gaibnazarov
Fazliddin Gaibnazarov (16 de junho de 1991) é um pugilista uzbeque, campeão olímpico. 

## Carreira
Fazliddin Gaibnazarov competiu na Rio 2016, na qual conquistou a medalha de ouro no peso meio-médio-ligeiro.